# La Gombe

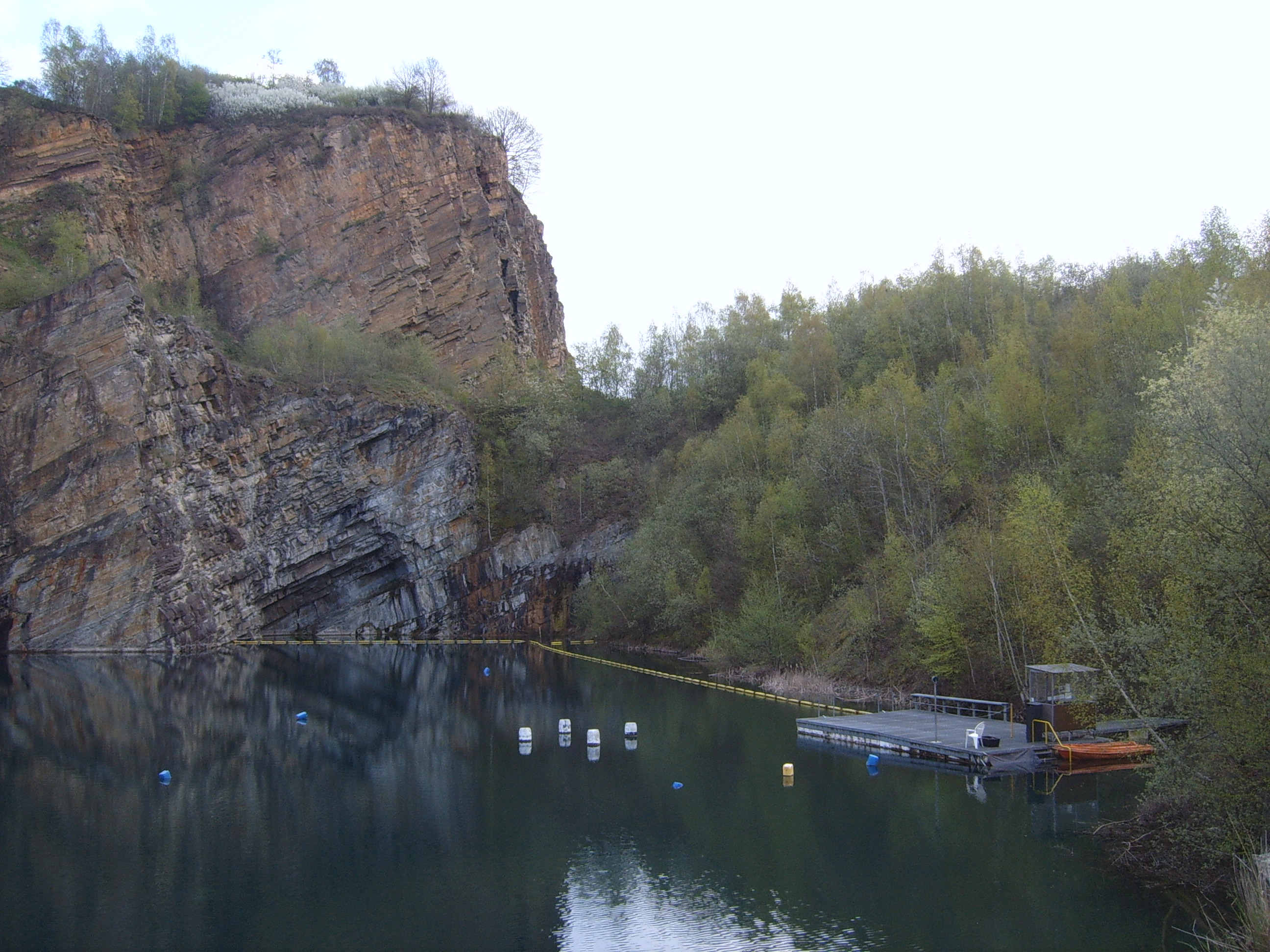
Duikersplek La Gombe in Esneux

La Gombe is een plek gelegen in de gemeente Esneux, in de Belgische provincie Luik. Het was een zandsteengroeve vanaf de 15e eeuw tot in het jaar 1988.
La Gombe is gelegen aan de oever van de rivier de Ourthe, in de oostelijke Condroz, aan de voet van een steile helling. De zandsteen werd aanvankelijk kleinschalig uitgehouwen. Meerdere steengroeves volgden elkaar op over de eeuwen. In de 19e eeuw gebeurde de exploitatie van de groeve machinaal. In 1883 vloog een groot stuk van de helling naar beneden; boven op de helling stond tot die tijd de ruïne van de vestingtoren Montfort-la-Tour. Deze toren stond in de gelijknamige wijk Montfort, wat letterlijk versterkte berg betekent. De toren was in de middeleeuwen immers een verdediging in het toenmalige hertogdom Limburg (hoogbank Sprimont) tegen invallen vanuit het hertogdom Luxemburg. Van Montfort-la-Tour is sinds de grote ontploffing van 1883 niets meer terug te vinden.
Door toename van de bevolking in Montfort breidde de bewoning zich uit, naar de oever toe, tot aan La Gombe. Er kwamen een schooltje en een kapel. In de 20e eeuw werd de treinhalte La Gombe nog bediend.
Sinds 1977 wordt de waterplas van de groeve uitgebaat voor duiksport. De diepte bedraagt 31 meter en het heldere water is er geschikt voor cursussen voor duiksporters.
Deelgemeenten: Esneux · Tilff

Overige dorpen: Amostrenne · Avister · Chaply · Fêchereux · Flagothier-La Haze · Fontin · Ham · Hony · La Gombe · Limoges · Méry · Montfort · Souverain-Pré · Sur-le-Mont

Belgische gemeenten · Arrondissement Luik · Provincie Luik · Wallonië